# Troy Polamalu
Troy Aumua Polamalu, nascido Troy Aumua (Garden Grove, Califórnia, 19 de abril de 1981), é um ex-jogador profissional de futebol americano que atuava como strong safety, jogando a carreira toda pelo Pittsburgh Steelers da National Football League. Ele foi selecionado na primeira rodada do Draft de 2003 da NFL como 16.ª escolha geral pelos Steelers. Ele jogou futebol americano universitário pela Universidade do Sul da Califórnia.

## Carreira como profissional

### Pittsburgh Steelers
O cabelo de Polamalu é talvez a sua característica mais marcante, que chama muito a atenção em campo. No CBS Playoffs Pre-game Show, Polamalu disse que a última vez que ele cortou o cabelo foi enquanto ele ainda estava na USC, em 2000, quando o treinador o mandou. Na cultura samoana, é comum o homem usar cabelo longo. O cabelo recebeu mais atenção quando foi causa de um tackle em 15 de outubro de 2006. Depois de uma interceptação que Polamalu estava retornando para touchdown, o ex-RB dos Chiefs Larry Johnson puxou o cabelo dele a fim de derrubá-lo. Alguns analistas comentaram que a jogada foi legal e não caracterizava um unnecessary roughness (uso de violência desnecessária), mas Johnson foi penalizado pela liga.

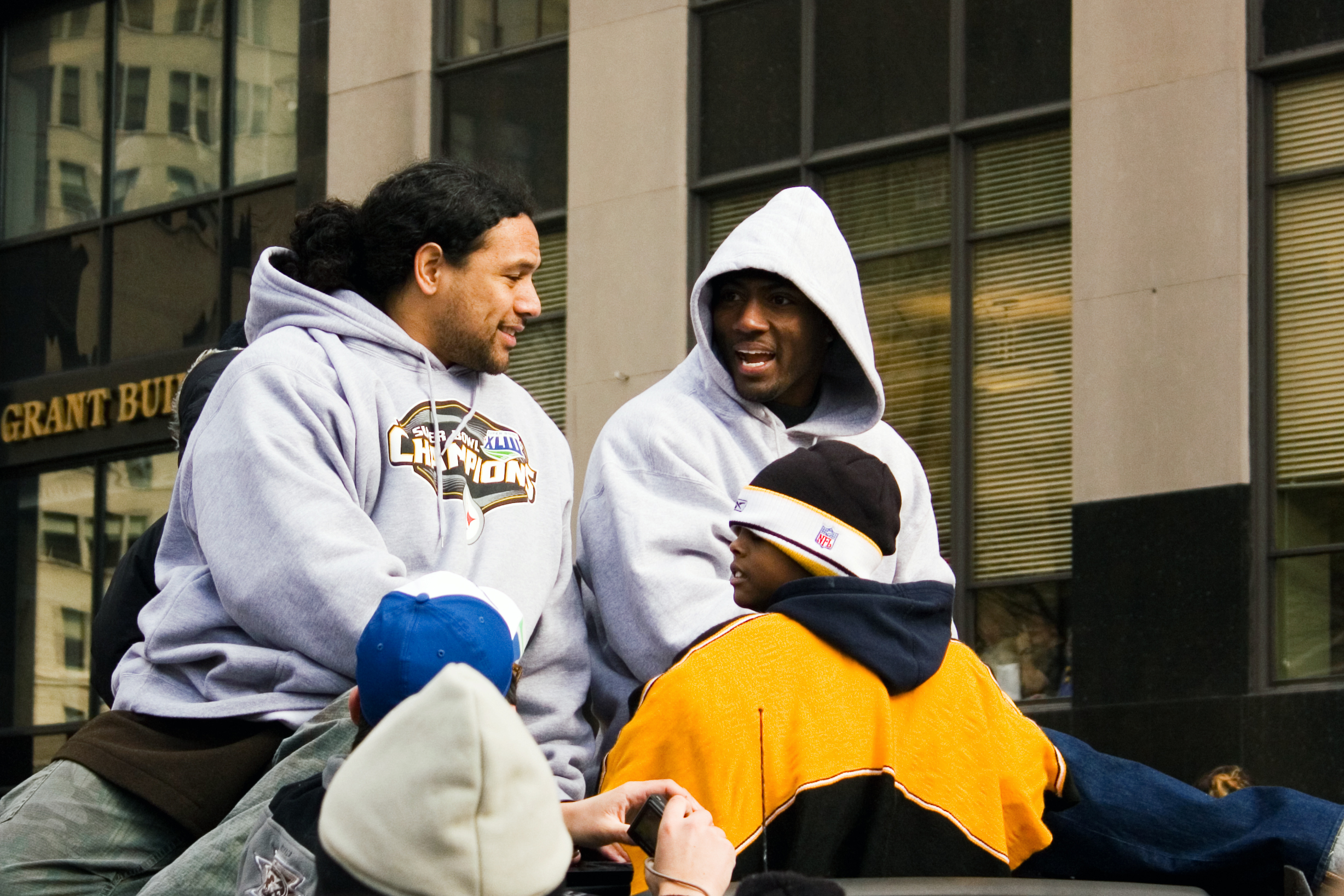
Polamalu (esquerda) e o companheiro de time Ryan Clark na parada da vitória do Steelers após a vitória no Super Bowl XLIII em fevereiro de 2009.

Os Steelers usam Polamalu em quase todas as chamadas defensivas e em vários papéis. Em sua terceira temporada (2005), ele igualou o recorde de sacks em um único jogo por um safety na NFL, com três. O Pro Bowl de 2007 foi a terceira convocação de sua carreira; ele começou como strong safety pela AFC, jogando próximo ao free safety do Baltimore Ravens, Ed Reed. A rivalidade entre eles causada pela rivalidade de divisão de seus times ficou evidente quando os dois jogadores correram atrás de um overthrown para o running back do New York Giants, Tiki Barber; Reed acabou ficando com a interceptação. Ele foi selecionado como AP NFL All-Pro Second Team em 2005 e depois foi selecionado para o First Team em 2006.
Em sua primeira aparição num Super Bowl, na edição XL, em 2006, o Pittsburgh Steelers acabou vencendo seu quinto título na vitória sobre o Seattle Seahawks por 21 a 10.
Em 23 de julho de 2007, antes da pré-temporada, os Steelers renovaram o contrato de Polamalu até 2011. Em um artigo para a ESPN.com, Polamalu disse: "Eu não queria ser um jogador que muda de time toda hora. Eu sempre me senti confortável aqui. Eu acho que esta organização, a tradição que eles têm, é muito legendária, e eu sempre quis ser parte disso." O contrato de quatro anos a trinta milhões de dolares, com cerca de quinze milhões de dólares garantidos, fez de Polamalu um dos defensive backs mais bem pagos da liga.
Polamalu foi eleito para o time reserva no Pro Bowl de 2008, apesar de não ter nenhuma intercaptação e de ter jogado apenas sete partidas durante a temporada de 2007. A contusão também o tirou dos treinamentos de preparação para a temporada seguinte.
Polamalu foi selecionado para o Pro Bowl de 2009 como strong safety da AFC. Ele se juntou aos seus companheiros de time James Harrison e James Farrior no time da Conferência Americana. A interceptação no quarto periodo de Polamalu, que foi retornada para touchdown na final da AFC de 2009, contra o Baltimore Ravens, ajudou o Steelers a conquistar a vitória e a garantir, mais uma vez, um lugar no Super Bowl. No Super Bowl XLIII, ele fez apenas dois tackles na vitória dos Steelers sobre os Cardinals por 27 a 23.
Em 2009, no jogo de abertura contra o Tennessee Titans, Polamalu fez seis tackles e uma interceptação antes de se machucar. Com o ligamento do joelho rompido, ele acabou perdendo os quatro jogos seguintes. Ele retornou na semana seis para enfrentar o Cleveland Browns. Ele se machucaria novamente contra o Bengals mais tarde.
Garoto propaganda de um xampu anticaspa, ganhou um seguro de um milhão de dólares (1,76 milhão de reais) para seu cabelo.
Polamalu aposentou-se oficialmente em 2015, após onze temporadas com os Steelers, conquistando oito nomeações para o Pro Bowl e dois títulos de Super Bowl.